# مجسمه پیتر کبیر
مجسمه پتر کبیر ۹۸-متر-بالا (۳۲۲-فوت) بنای یادبود پتر کبیر واقع در محل تلاقی غربی رودخانه مسکو و کانال وودوتودنی در مرکز مسکو، روسیه است. این بنا توسط طراح گرجی، زوراب تسرتلی، برای بزرگداشت ۳۰۰ سالگی نیروی دریایی روسیه که پتر کبیر تأسیس کرد، ساخته شد. مجسمه با ساختار فلزی عظیم و جزئیات پیچیده، یکی از بلندترین یادبودهای اروپا محسوب می‌شود و به‌دلیل ابعاد و سبک منحصربه‌فردش، واکنش‌های متفاوتی از سوی منتقدان هنری و شهروندان روسی دریافت کرده است. طراحی شده است. این بنا در سال ۱۹۹۷ ساخته شد و وزن آن حدود ۱۰۰۰ تن است که شامل ۶۰۰ تن فولاد ضدزنگ، برنز و مس است.

## تاریخچه
از زمان ساخت، این مجسمه جنجال‌برانگیز بوده است. در نوامبر ۲۰۰۸، توسط وب‌سایت Virtual Tourist (توریست مجازی) به عنوان دهمین ساختمان زشت جهان انتخاب شد. بسیاری از منتقدان طراحی آن را بیش از حد عظیم، ناهماهنگ با چشم‌انداز شهری و فاقد زیبایی‌شناسی کلاسیک دانسته‌اند. در مقابل، برخی آن را نمادی جسورانه از قدرت دریایی روسیه و تجسمی از میراث تاریخی پتر کبیر می‌دانند. این تضاد دیدگاه‌ها موجب شده که مجسمه همواره موضوع بحث‌های عمومی و رسانه‌ای باشد. در سال ۲۰۱۰، توسط مجله فارین پالیسی در فهرست زشت‌ترین مجسمه‌های جهان قرار گرفت. لونلی پلنت اظهار داشت: «گذشته از سوالات سلیقه‌ای، مسکویی‌ها در مورد کل ایده تردید داشتند: چرا باید به پتر کبیر که از مسکو متنفر بود و پایتخت را به سن پترزبورگ منتقل کرد، ادای احترام کرد؟»
طراح، زوراب تسرتلی، به عنوان دوست و مورد علاقهٔ شهردار سابق مسکو ، یوری لوژکوف، شناخته می‌شود و این هنرمند تحت حمایت او تعدادی از سفارش‌های هنری شهرداری، مانند کلیسای جامع مسیح منجی، مجموعه میدان مانژ و مجتمع یادبود جنگ در پوکلونایا گورا را دریافت کرد. در اکتبر ۲۰۱۰، پس از کناره‌گیری لوژکوف از سمت خود، مقامات مسکو که ظاهراً مشتاق خلاص شدن از شر مجسمه پتر کبیر بودند، پیشنهاد جابجایی آن به سن پترزبورگ را دادند، اما این پیشنهاد توسط شهر رد شد. مقامات آرخانگلسک و پتروزاودسک پیشنهاد پذیرش این بنای یادبود را داده‌اند.
گفته می‌شود این مجسمه بر اساس طرحی ساخته شده است که در ابتدا برای بزرگداشت پانصدمین سالگرد اولین سفر دریایی کریستف کلمب در سال ۱۹۹۲ در نظر گرفته شده بود. وقتی مشتری آمریکایی برای این پروژه پیدا نشد، با تم روسی بازسازی شد. تسرتلی این داستان را انکار می‌کند و آن را شایعه‌ای بی‌اساس می‌داند که از سوی منتقدان منتشر شده است. با این حال، شباهت‌های ساختاری میان این مجسمه و طرح‌های اولیهٔ مرتبط با کلمب، همچنان موضوع بحث میان پژوهشگران هنر عمومی باقی مانده است.
یک مجسمه جداگانه و به همان اندازه عظیم از کلمب، معروف به «تولد دنیای جدید»، توسط همان طراح، در سال ۲۰۱۶ در پورتوریکو ساخته شد، پس از آنکه توسط شهرهای مختلف ایالات متحده رد شد. این مجسمه در ۱۴ ژوئن ۲۰۱۶ در شهر آرسیبو رونمایی شد. یک مجسمه تا حدودی کوچکتر اما مشابه از تسرتلی، «تولد یک انسان جدید»، در سویل به امانت گذاشته شد.

پانورامای مسکو، شامل مجسمه